# Matrimonio grupal
El matrimonio grupal o círculo matrimonial es una forma de matrimonio en la cual más de un hombre y más de una mujer forman una unidad familiar, y todos los miembros del matrimonio comparten responsabilidad parental hacia cualquiera de los hijos que surjan del matrimonio. El matrimonio grupal es algunas veces llamado “verdadera poligamia” o poligiandria (de la combinación de los términos poliginia y poliandria).

## En sociedades tradicionales
Algunos expertos juzgan que el matrimonio grupal es raro en las sociedades tradicionales. Otros encuentran este juicio infundado, ya que el entendimiento actual de tales sociedades es limitado. Muchas sociedades tradicionales han sido casi o totalmente destruidas por la colonización y otras fuerzas. Entre las culturas descritas por George Murdoch en su Atlas Etnográfico, únicamente los caingang de Brasil practican matrimonio grupal como una forma aceptable de matrimonio (y aún entre ellos no es una forma predominante de matrimonio).

## En comunas
El matrimonio grupal ocasionalmente ocurre en sociedades comunales fundadas en los siglos XIX y XX. Un ejemplo excepcional fue la comunidad de Oneida fundada por el ministro congregacionista John Humphrey Noyes en 1848. Noyes pensaba que él y sus seguidores habían alcanzado la santificación; esto es, era imposible para ellos pecar, y para estos sacrificados, el matrimonio (junto con la propiedad privada) fue abolido al considerarse una expresión de celo y exclusividad.
La comunidad de Oneida practicó sexo comunal y compartió responsabilidad parental, y en efecto funcionó como un gran matrimonio grupal durante unos treinta y dos años, hasta 1879-1881.
La comuna Kerista practicó el matrimonio grupal en San Francisco durante veinte años (de 1971 a 1991).

## En la literatura
El matrimonio grupal ha sido tema de ciencia ficción, especialmente en las últimas novelas de Robert Heinlein, como Viernes, o en Forastero en tierra extraña, y en La luna es una cruel amante. Ambos libros describen el concepto de línea matrimonial.

## En la actualidad
En la sociedad moderna es difícil estimar el número de personas que actualmente practican matrimonio grupal, ya que esta forma de matrimonio no está oficialmente reconocida en ninguna jurisdicción, y es ilegal en otras; sin embargo, parece que su práctica está limitada a un número relativamente pequeño de personas.
No obstante, ante la legalización del matrimonio en personas de un mismo sexo, en algunas partes de Canadá, Estados Unidos, como en otros países europeos, el movimiento del poliamor ha venido impulsando una reforma que pretende legalizar el matrimonio trial (matrimonio grupal formado por tres personas).

## Matrimonio trial
Es el formado por tres personas (por dos hombres y una mujer, por dos mujeres y un hombre, por tres mujeres o por tres hombres), cuyos cónyuges se aman entre sí mutuamente, sin desigualdades ni celos. Lo que requiere de unas orientaciones sexuales específicas que, si no son respetadas, seguramente no profesarán el amor mutuo y equitativo necesario para un matrimonio sano entre los tres cónyuges:
- Dos hombres y una mujer: los hombres han de ser bisexuales (para amarse entre sí y a su esposa), la mujer ha de ser heterosexual o bisexual (para amar a sus maridos).
- Dos mujeres y un hombre: las mujeres han de ser bisexuales (para amarse entre sí y a su marido), el hombre ha de ser heterosexual o bisexual (para amar a sus esposas).
- Tres mujeres: cada una ha de ser lesbiana o bisexual (para amarse mutuamente).
- Tres hombres: cada uno ha de ser homosexual o bisexual (para amarse mutuamente).

No obstante esto, se discute si la sexualidad de los contrayentes ha de ser obligatoriamente homosexual, heterosexual o bisexual según las relaciones en las cuales se encuentran vinculados, es una unión, que para muchos, trasciende lo que puede ser ese tipo de clasificación, ya que en este vínculo se encuentra presente el ejercicio pleno de la autonomía de la voluntad manifestada abiertamente en el deseo convivencial de las partes.
En algunos países estos matrimonios están expresamente prohibidos, pero en otros no hay leyes que impidan su celebración, como en Brasil, donde en agosto de 2012, se celebró una boda trial, formada por dos mujeres bisexuales y un hombre, debido a cuya notaria no tuvo impedimento legal para formalizar el trío como unión civil. También se han dado otros casos.
El matrimonio trial no debe confundirse con la bigamia, la que se da cuando una persona contrae matrimonio con otras dos, pero esas dos no lo contraen entre sí.
El término matrimonio triple (o boda triple) no debe ser utilizado, ya que llevan a confusión, pudiendo entender, p.ej., en la celebración simultánea de tres bodas distintas. Por lo que se utiliza el término "trial" que se refiere a lo relacionado con los grupos de tres, en este caso a los tríos, como relaciones afectivo-sexuales. Para los cuartetos es utilizado el adjetivo "cuadrial"; y para las parejas, el "dual".

## Variaciones en el matrimonio grupal
La línea matrimonial es una forma de matrimonio grupal en la cual la unidad familiar se continúa en el tiempo agregando nuevos esposos de ambos sexos para evitar que el grupo se acabe. Robert Heinlein describe la línea matrimonial con detalle en La Luna es una amante cruel.
Puede observarse su formato en las últimas partes de Forastero en tierra extraña de Robert Heinlein, donde los personajes argumentan que la línea matrimonial crea continuidad económica y estabilidad paternal cuando el medio ambiente es impredecible o peligroso. Se muestra a la familia como económicamente confortable ya que los mejoramientos e inversiones realizados por esposos previos no se pierden sino que se consolidan entre generaciones. Heinlein señala que este tipo de familia sería racialmente diverso.